# Franz Woschnagg
Franz Woschnagg (polno ime Franz Michael Woschnagg), slovensko-nemški podjetnik in tovarnar, * 18. september 1865, Šoštanj, † 17. avgust 1931, Šoštanj

## Življenje
Franz Woschnagg je bil rojen v družini šoštanjskega usnarja in kasneje industrialca Franza Xaverja Woschangga in Marije Woschnagg (rojena Kramer) kot tretji najstarejši izmed devetih otrok. Skupaj z bratom Hansom Woschnaggom je vodil tovarno usnja v Šoštanju Lederwerke von Franz Woschnagg  na prehodu iz 19. v 20. stoletje, v času ko je po vplivu, pomenu in obsegu to podjetje doživelo svoj višek. Tako Franz kot Hans sta se v svojih mladostnih letih sprva praktično izpopolnjevala tako v domači tovarni kot tudi v tujini. Zaradi več let praktičnih izkušenj sta v očetovem podjetju uvajala razne novosti in postopoma postala solastnika koncerna. 
Franz posebej je bil izredno zagret in je tovarno uspešno razširil do tolikšne mere, da je postala eden izmed največjih obratov tega tipa v Avstro-Ogrski monarhiji. Z bratom Hansom sta 1893 ustanovila javno trgovsko družbo KK priv. Lederwerke von Franz Woschnagg und Söhne Schönstein, ki je bila vpisana v trgovski register družbenih firm. Tovarna usnja je ime spremenila po propadu k.u.k. monarhije. V tem času je tudi nastal zaščitni znak usnjarne - konjska glava in inicialke F.W.
Poročil se je z Marianne Melzer in v njunem zakonu sta se rodila dva sinova Herber in Walter. Ostal je pomembna eminenca v Šoštanju tudi po propadu Habsburške Monarhije in inkorporaciji današnjega slovenskega ozemlja v Kraljevino SHS oziroma v Kraljevino Jugoslavijo. V nasprotju z nekaterimi njegovimi sorodniki, med drugim tudi Mihael Vošnjak in Josip Vošnjak, so se Franz Xaver Woschnagg in njegova sinova Franz in Hans opredelili za nemško stran v nacionalnem konfliktu, ki se je razbohotil v zadnjih desetletjih devetnajstega stoletja. Franz in Hans sta ostala zvesta nemški manjšini v Šoštanju tudi v času življenja v Jugoslaviji. 
Umrl je leta 1931.